# John James Rickard Macleod
John James Rickard Macleod (6.9.1876 – 16.3.1935) là một thầy thuốc, nhà sinh lý học người Scotland, đã đoạt giải Nobel Sinh lý và Y khoa năm 1923.

## Cuộc đời và sự nghiệp
Macleod sinh tại Clunie, Perth and Kinross, Scotland, là con trai của mục sư Robert Macleod.
Năm 1898 ông tốt nghiệp bác sĩ y khoa ở trường Đại học Aberdeen, sau đó ông sang làm việc trong một năm ở Đại học Leipzig. Năm 1899 ông được bổ nhiệm làm trợ giáo khoa sinh lý học ở trường Y bệnh viện London (London Hospital Medical School), tới năm 1902 ông được bổ nhiệm làm giảng viên khoa Hóa sinh tại trường này. Năm 1903 ông được bổ nhiệm làm giáo sư khoa Sinh lý học ở trường Đại học Western Reserve tại Cleveland, Ohio (Hoa Kỳ). Năm 1918 ông được bầu làm giáo sư khoa Sinh lý học ở Đại học Toronto, Canada.
Công trình nghiên cứu chính của Macleod là về việc trao đổi chất carbohydrate (carbohydrate metabolism) và nỗ lực chung của ông với Frederick Banting cùng Charles Best trong việc khám phá ra insulin dùng để điều trị bệnh tiểu đường. Banting và Macleod đã được thưởng chung giải Nobel Sinh lý và Y khoa năm 1923. Macleod được thưởng nửa giải Nobel cho việc khám phá ra insulin, dù rằng nhiều người (kể cả Banting) đã công khai khẳng định là phần đóng góp của Macleod chỉ là tối thiểu, còn công trình nghiên cứu của Charles Best mới là chủ yếu. Gần đây có việc tranh cãi đối với vai trò của Banting và Best trong việc tìm cách rút tên Macleod và bạn đồng nghiệp James Collip của ông ra khỏi các sách lịch sử (y học). Việc Macleod đoạt giải Nobel của Best là việc gây tranh cãi thời đó (xem Các việc gây tranh cãi trong giải Nobel).
Macleod đã viết 11 sách, trong đó có các quyển Recent Advances in Physiology (1905); Diabetes: its Pathological Physiology (1925); và Carbohydrate Metabolism and Insulin. (1926)
Macleod đã chia tiền thưởng của giải Nobel cho James Collip, cộng sự viên của mình.
Giảng đường của Tòa nhà Y khoa tại Đại học Toronto được đặt theo tên J.J.R. Macleod. Năm 2005 tổ chức Diabetes UK đã đặt tên trụ sở của mình tại London theo tên J.J.R. Macleod để vinh danh ông.